# برنی رودریگس
برنی رودریگس (اسپانیایی: Berni Rodríguez‎؛ زادهٔ ۷ ژوئن ۱۹۸۰) بازیکن بسکتبال اهل اسپانیا است.
وی در مسابقات کشوری و بین‌المللی در مجموع برندهٔ ۳ مدال طلا، ۲ مدال نقره، ۱ مدال برنز شده‌است.